# Amalopteryx maritima
Amalopteryx maritima (Eaton, 1875) è un insetto della famiglia degli Ephydridae (Diptera: Schizophora), unica specie del genere Amalopteryx Eaton, 1875. 
Presente in alcune isole degli arcipelaghi subantartici, questa specie è storicamente nota come uno dei rari esempi di meiotterismo nell'ambito dell'ordine dei Ditteri. L'interesse riscosso presso i naturalisti risiede nella frequenza, in queste isole, del meiotterismo come adattamento evolutivo. La specie è spesso citata in letteratura insieme ad un altro dittero, Calycopteryx mosleyi (Diptera: Micropezidae), attero.

## Descrizione
Gli adulti hanno corpo con livrea scura, lungo pochi millimetri, al massimo 5 mm. A differenza di Calycopteryx mosleyi, completamente attero, lo sviluppo delle tre regioni morfologiche (capo, torace e addome) è proporzionato e le ali sono presenti. Queste hanno lunghezza quasi normale, ma sono molto strette, carattere che in ogni modo rende questi insetti inabili al volo.
La chetotassi rientra nella norma. Fra gli elementi più evidenti risaltano due paia di setole fronto-orbitali lateroclinate.

## Distribuzione, habitat e biologia
L'habitat di questa specie è rappresentato dalle coste rocciose di alcune isole subantartiche dell'Oceano Indiano. L'areale è circoscritto ad una fascia della regione australasiana, compresa fra 45° e 54° di latitudine sud:
- Isole Kerguelen (Francia), nell'Oceano Indiano meridionale
- Isola Macquarie (Australia), a sud della Nuova Zelanda e dell'Australia.
- Isole Crozet (Francia), nell'Oceano Indiano meridionale.
- Isola Heard (Australia), nell'Oceano Indiano meridionale.

Gli adulti si rinvengono sulle rocce e, completamente inabili al volo, si muoverebbero spiccando salti quando sono disturbati. Presumibilmente le ali sono funzionali in questo tipo di locomozione in quanto usate come bilancieri.
Apparentemente gli adulti di A. maritima sarebbero associati ad una crucifera endemica di queste regioni, Pringlea antiscorbutica, nota come "cavolo delle Kerguelen", tuttavia non si hanno sufficienti informazioni sull'effettiva relazione che intercorre fra questa specie botanica e l'entomofauna associata.

## Tassonomia
Hennig (1973) include il genere Amalopteryx nella sottofamiglia Ephydrinae. Mathis (1980) inserisce Amalopteryx nelle chiavi di determinazione della tribù degli Scatellini, sottofamiglia Ephydrinae. La stessa collocazione tassonomica è supportata anche dal Catalog of the Diptera of the Australasian and Oceanian Regions.